# Plaza de Armas

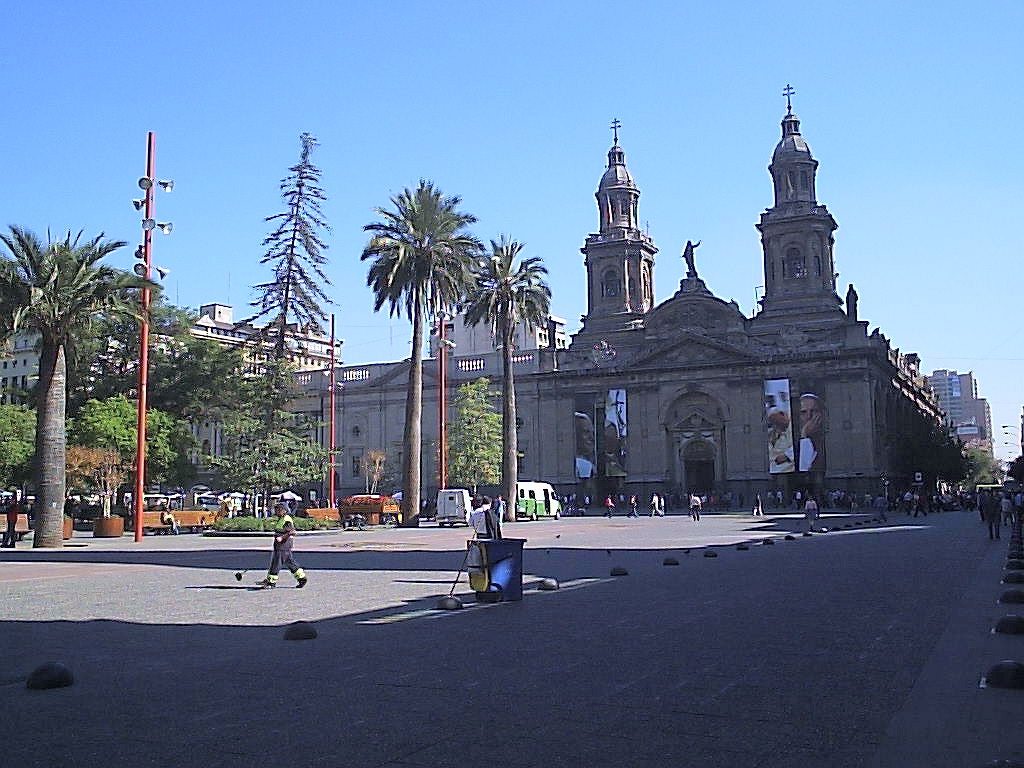
La Plaza de Armas de Santiago du Chili.

La Plaza de Armas (place d'Armes en français) est le nom de la place principale dans de nombreuses villes d'Espagne et de l'Amérique hispanique. Elle est souvent située près des bâtiments gouvernementaux, des églises, et des autres structures importantes culturelles ou politique. Bien que certaines grandes villes aient une Plaza de Armas et une Plaza Mayor, dans la majorité des cas, les deux noms sont attribués à la même place.